# Nancy Wake
Nancy Grace Augusta Wake, AC, GM (1912. augusztus 30. – 2011. augusztus 7.), más néven Madame Fiocca és Nancy Fiocca, ápolónő és újságíró volt, aki csatlakozott a francia ellenálláshoz, majd a különleges műveletek vezetőjéhez (SOE) a második világháború alatt. , és rövid ideig a háború utáni hírszerző tisztként dolgozott a légi minisztériumban. A SOE hivatalos történésze, M. R. D. Foot azt mondta, hogy „fojthatatlan, fertőző, jó hangulata mindenki számára örömet okozott, aki vele dolgozott”. A második világháborús tevékenységével kapcsolatos számos történet a The White Mouse című önéletrajzi könyvéből származik, és más forrásokból nem ellenőrizhető.
 
```
Az 
Új-Zélandi
 Wellingtonban született Wake Sydneyben, Új-Dél-Walesben, Ausztráliában nőtt fel. Az 1930-as években Wake Marseille-ben élt francia iparos férjével, Henri Fioccával, amikor kitört a háború. Miután Franciaország 1940-ben a náci Németország kezébe került, Wake az Ian Garrow, majd Albert Guérisse által vezetett Pat O'Leary menekülési hálózat futárja lett. A menekülési hálózat tagjaként segített a szövetséges repülőknek elkerülni a németek elfogását, és a semleges Spanyolországba menekülni. 1943-ban, amikor a németek tudomást szereztek róla, Spanyolországba szökött, majd az Egyesült Királyságba ment. Férjét elfogták és kivégezték.
```

## Életpályája
Franciaország 1940-es bukása után a francia ellenállás futára lett volt, majd később Ian Garrow százados hálózatához csatlakozott. 1943-ra Nancy Wake lett a Gestapo legkeresettebb személye, 5 millió frank volt kitűzve a fejére.
Hat testvére volt. Tizenhat évesen elköltözött otthonról. Vonzották a kalandok. Először nővérként dolgozott, majd Amerikába utazott. Egy darabig New Yorkban élt, majd Európába költözött, Londonban, azután Párizsban élt és újságírónak állt. Közelről érzékelte Hitler hatalomra jutását. Többször tanúja volt olyan incidenseknek, melyekben zsidókat vertek utcán össze és elhatározta, hogy harcolni fog a nácik ellen.
1939-ben férjhez ment egy gazdag francia gyároshoz, Henri Edmond Fioccahoz, majd belevetette magát a háborúba. Az ellenállás hírvivője lett, szabotőrként és kémként működött. Amikor leleplezték, Londonba menekült, közben férjét elfogták és a Gestapo kivégezte.
Később visszatért Franciaországba, ahol fontos szerepe volt London és a partizánok kapcsolattartójaként. Kihívó magatartása, feltűnő szépsége és rettenthetetlen bátorsága megvédte a legnehezebb pillanatokban is. Rengeteg nácit ölt meg. Soha nem kapták el.
A háború után a brit hírszerzésnek dolgozott. Néhány héttel a 99. születésnapja előtt halt meg.
Önéletrajzi regénye: A fehér egér.